# Морено Роджі
Морено Роджі (італ. Moreno Roggi, нар. 24 березня 1954, Сан-Мініато) — італійський футболіст, що грав на позиції захисника, насамперед за «Фіорентину», а також національну збірну Італії.

## Клубна кар'єра
Народився 24 березня 1954 року в місті Сан-Мініато. Вихованець футбольної школи клубу «Фучеккьо».
У дорослому футболі дебютував 1970 року виступами за команду «Емполі», в якій провів два сезони, взявши участь у 17 матчах третього італійського дивізіону.
1972 року молодого захисника запросила до своїх лав вищолігова «Фіорентина», у складі якої він відразу почав залучатися до основного складу. У розіграші 1974/75 допоміг команді здобути Кубок Італії. 1976 року отримав важку травму, відновлання від якої тривало два роки.
1978 року зробув спробу повернутися до великого футболу, розпочавши сезон у складі «Авелліно». Однак, взявши участь лише у дев'яти іграх за цю команду, знову травмувався і врешті-решт у 24-річному віці був змушений оголосити про завершення ігрової кар'єри.

## Виступи за збірну
1974 року дебютував в офіційних матчах у складі національної збірної Італії.
Загалом протягом кар'єри у національній команді, яка тривала 3 роки, провів у її формі 7 матчів.
| Дата       | Місто      | Господарі  | Результат | Гості      | Турнір                 | Голи | Примітки |
| ---------- | ---------- | ---------- | --------- | ---------- | ---------------------- | ---- | -------- |
| 28-9-1974  | Загреб     | Югославія  | 1 – 0     | Італія     | товариський матч       | -    |          |
| 20-11-1974 | Роттердам  | Нідерланди | 3 – 1     | Італія     | Відбір до ЧЄ 1976      | -    |          |
| 27-9-1975  | Рим        | Італія     | 0 – 0     | Фінляндія  | Відбір до ЧЄ 1976      | -    |          |
| 7-4-1976   | Турин      | Італія     | 3 – 1     | Португалія | товариський матч       | -    | 64'      |
| 28-5-1976  | Нью-Йорк   | Англія     | 3 – 2     | Італія     | Турнір 200-річчя (США) | -    | 57'      |
| 31-5-1976  | Нью-Гейвен | Бразилія   | 4 – 1     | Італія     | Турнір 200-річчя (США) | -    | 46'      |
| 5-6-1976   | Мілан      | Італія     | 4 – 2     | Румунія    | товариський матч       | -    |          |
| Усього     |            | Матчів     | 7         |            | Голів                  | 0    |          |

## Титули і досягнення
- Володар Кубка Італії (1):

«Фіорентина»: 1974-1975